# Nemesi próba
A nemesi próba a nemesség igazolása apai és anyai ágon. A nemesi próba az egyenes ági ősökre (aszcendensek) terjedt ki.
A különféle egyházi és világi lovagrendek tagságához, valamint egyes udvari tisztségek elnyeréséhez, mint a kamarási cím az adott személynek nemességi vizsgálaton kellett átesnie A leggyakoribb a 2 ősre (szülők), a 4 ősre (nagyszülők), 8 ősre (dédszülők) stb. végzett igazolás. A vizsgálat részeként családfákat  állítottak össze. Ez az ősfa (de: Ahnrmtafel, ha címeres: Wappentafel), kamarásoknál a kamarási ősfa, a máltai lovagrendnél a máltai ősfa stb.
II. Miksa császár a Német Lovagrend tagjai számára 1567-ben a próbát 4 ősre rendelte el. Később ezt 8, majd 12 ősre terjesztették ki. A Johannitáknál 1603-ban 4, majd 1645-től 16 ősre rendeltek el próbát. Ezen próbák ábrázolása címerekkel néha sírköveken is megtalálhatók. A legrégibb 1358-ból von Goldegg lovag sírköve Salzburgban. A felső sarokban általában a nagyapák címere látható, az alsó sarkokban pedig a nagyanyáké. Ez az ún. négysoros kimutatás. A kimutatás a címeren belül negyedeléssel is elvégezhető. Ilyen pl. Tycho de Brahe sírköve a prágai Szűz Mária székesegyházban.
Nemességi vizsgálatokat Egész Európában folytattak és ezekkel együtt az uralkodói apparátus néha kísérletet tett arra is, hogy a nemesség központi regisztrációjából anyagi hasznot húzzon, mint az Franciaországban történt, ahol XIV. Lajos 1696-ban elrendelte a címerek bevezetését a nagy címerkönyvbe (Armorial Général) d'Hozier vezetése alatt. A címer regisztrálásáért 20 livre illette meg a kincstárat. 
Sziléziában és Lausitzban sokáig csak „négypajzsos“ (de: „vierschildrig“), azaz négy nemesi ősre kiterjedő nemességigazolás volt szokásban. A sziléziai nemességpróba tisztán heraldikai volt, máshol erre az őstáblák szolgáltak és a hiteles címert is be kellett jegyeztetni.     
I. Miklós cár az 1830-as években vizsgáltatta felül a nemesleveleket. Ennek eredményeként Ukrajna nyugati kormányzóságaiban mintegy 44%-kal, a podoliai kormányzóságban, a korábbi lengyel területen csaknem 75%-kal csökkent a nemesség abszolút száma. 
A különféle egyházi és világi lovagrendek tagságához, valamint egyes udvari tisztségek elnyeréséhez, mint a kamarási cím az adott személynek szintén nemességi vizsgálaton kellett átesnie. Apai és anyai ágon egyaránt igazolni kellett a nemességet. A leggyakoribb a 2 ősre (szülők), a 4 ősre (nagyszülők), 8 ősre (dédszülők) stb. végzett igazolás, mely a nemesi próbához volt szükséges. Hugo Gerhard Ströhl (1851-1919), osztrák heraldikus számos címerpróbát (Wappenprobe) közölt a középkortól az újkorig, Európa szinte minden országából.